# Tillig

Logo de Tillig.

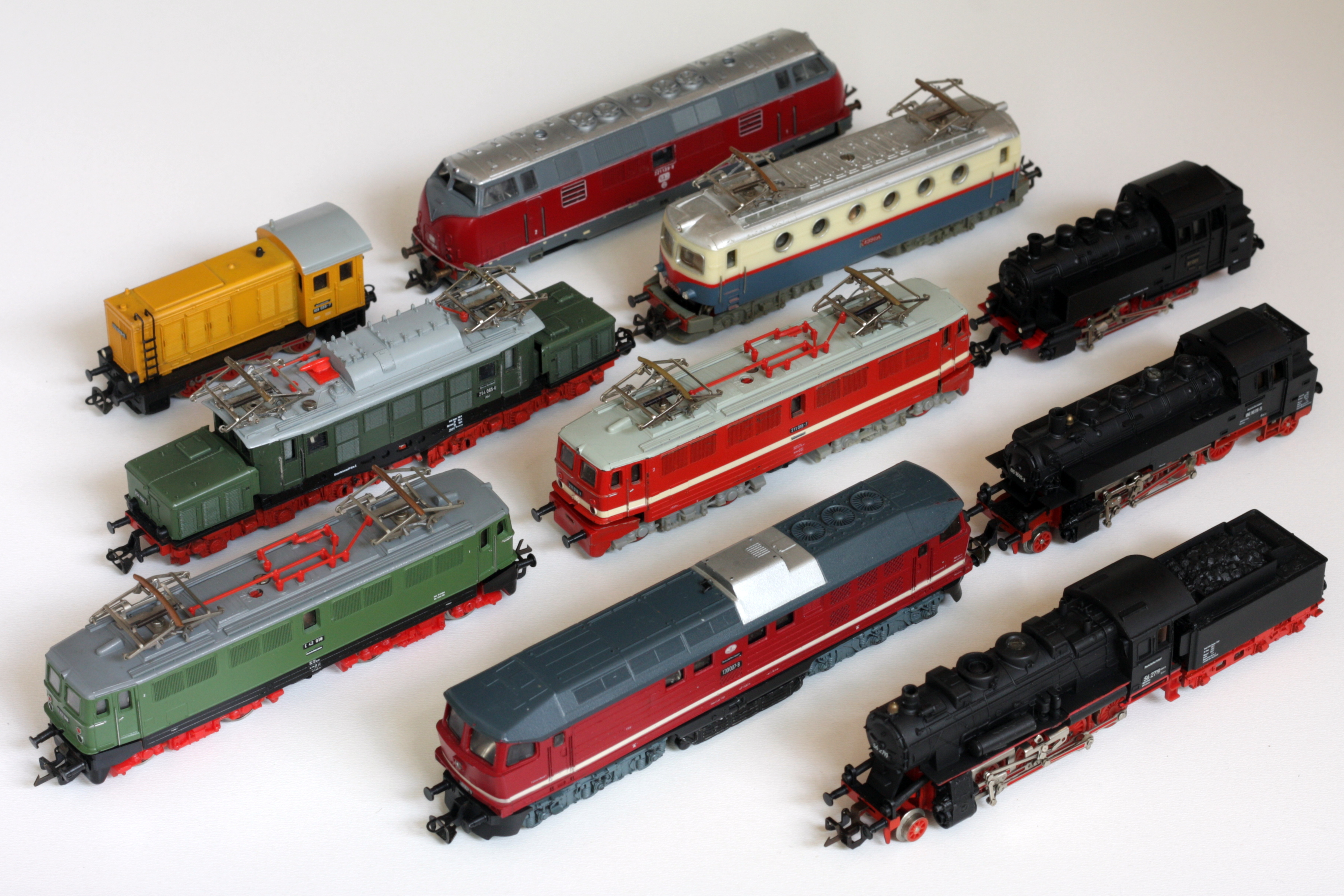
Locomotives à l'échelle 1:120 TT de l'époque de la RDA, principalement fabriquées par Zeuke & Wegwerth et VEB Berliner TT-Bahnen (BTTB).

Tillig (TILLIG Modellbahnen GmbH & Co. KG) est une société allemande de fabrication de trains miniatures basée à Sebnitz, en Saxe. Il s'agit du plus grand fabricant de produits ferroviaires à l'échelle TT au monde. Auparavant connue sous le nom de Zeuke (fondée en 1949 par Werner Zeuke et Helmut Wegwerth) puis sous le nom de VEB Berliner TT-Bahnen (après la nationalisation de la société en 1972), la société a été renommée Tillig en 1993 lorsque, en faillite, la société a été achetée par Jurgen Tillig. 
Tillig produit des modèles aux échelles TT, HO et H0e, ainsi qu'une gamme de voies en TT, HO, H0m et H0e. Tillig produit à la fois une voie ferrée miniature à l'échelle TT standard et une voie avec ballast intégré sous le nom de Bedding Track utilisant le système Unijoiner de Kato. 
Tillig distribue également divers produits d'autres fabricants, tels que les voies de tramway de la marque Luna en HO et H0m, la marque Sachsenmodelle et les modèles tchèques de CS Train. 
Tillig fabrique également des voies à double écartement.